# Alexandre Lodyguine

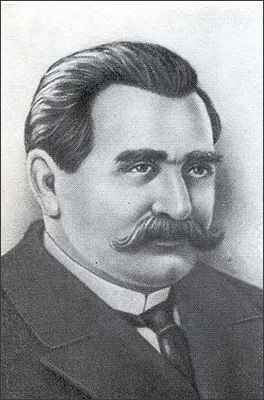
Alexandre Lodyguine

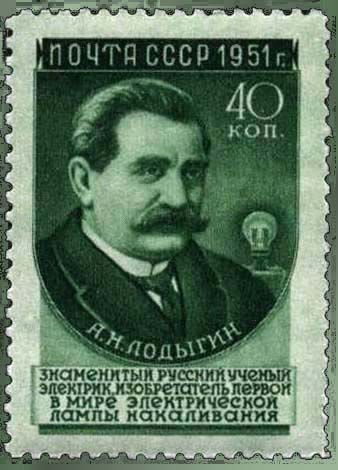
Alexandre Lodyguine sur un timbre poste soviétique de 1951

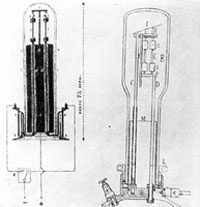
Lampes de Lodyguine

Alexandre Nikolaïevitch Lodyguine (en russe : Александр Николаевич Лодыгин ; 18 octobre 1847 – 18 mars 1923) est un ingénieur électrique russe auquel on attribue l'invention de la lampe à incandescence.

## Biographie
Alexandre Nikolaïevitch Lodyguine est né dans la ville de Stenchino (de), gouvernement de Tambov, en Russie. Son père appartient à une famille noble descendant d'Andreï Kobyla comme les Romanov. Il fait ses études à l'École des Cadets de Tambov (1859-1865). Après son service dans le 7e régiment de Beliov, et pendant les années 1866-1868, il étudie à l'école d'Infanterie de Moscou. Peu de temps après son diplôme, il quitte l'armée et travaille pour l'usine d'armement de Toula.
En 1872 il s'installe à Saint-Pétersbourg pour suivre des études à l'Institut de Technologie de Saint-Pétersbourg et commence à travailler à la fabrication d'un hélicoptère électrique (« electroliot »). Un des objectifs de l'engin consistait en un système d'illumination artificiel, raison pour laquelle Alexandre décida de s'attacher à l'invention d'un élément lumineux électrique.[pas clair]
Le 11 juillet 1874, il obtient pour sa lampe à filament incandescent, un brevet (no 1619), sollicité en 1872. Lodyguine brevète parallèlement son invention en Autriche, au Royaume-Uni, en France et en Belgique.

## Publication
- Notice sur les lampes à arc et à incandescence[1], par A. de Lodyguine, Paris, imprimerie V. Goupy et Jourdan, 1886